# 6748 Браттон
6748 Браттон (6748 Bratton) — астероїд головного поясу, відкритий 20 жовтня 1995 року.
Тіссеранів параметр щодо Юпітера — 3,463.